# 1549 w polityce

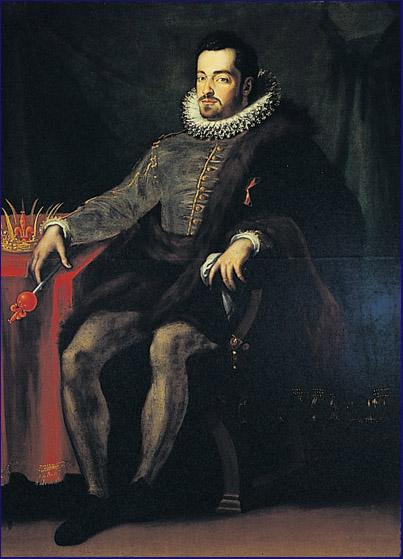
Ferdynand I Medyceusz

Wydarzenia polityczne w 1549 roku.

## Urodzili się
- 30 lipca Ferdynand I Medyceusz, Wielki Książę Toskanii[1].